# Marie Vignon
Pour les articles homonymes, voir Vignon.
Marie Vignon (1576 - 22 février 1657), qui devient en 1617 la seconde épouse de François de Bonne de Lesdiguières, lieutenant général du Dauphiné, a été pendant 26 ans sa maîtresse. Elle est à l'origine de sa conversion au catholicisme en 1622, ce qui lui permet d'accéder au titre de connétable de France. Il meurt en 1626, elle lui survit trente-et-un ans.

## Biographie
Fille de Jean Vignon, fourreur, et de Françoise Rognon, tous deux bourgeois de Grenoble, elle était réputée pour sa beauté. Elle épouse en premières noces Ennemond Matel, marchand de soie à Grenoble. Deux siècles plus tard, la romancière Louise Drevet l'a considérée comme une courtisane ambitieuse qui s'est servie de ses charmes pour séduire Lesdiguières âgé de 47 ans. Les destins et les fortunes de ses frères et sœurs furent étroitement liés à son éclatante ascension sociale.

### Liaison avec François de Bonne
Elle a une longue liaison avec François de Bonne de Lesdiguières, nommé gouverneur de Grenoble en mars 1591, alors que la femme de ce dernier, Claudine de Bérenger du Gua, qu'il a épousée en 1565, est encore en vie. Elle l'avait rencontré, selon la légende, lors de son entrée triomphale à Grenoble, à la tête des troupes huguenotes le 18 décembre 1590.
Pour elle, Lesdiguières achète en 1593 la seigneurie de Theys dont il nomme châtelain son père, Jean Vignon, tandis qu'Ennemond Matel, le mari trompé, devient le troisième consul de Grenoble. Il la fait Dame de Moirans puis Marquise de Treffort lorsqu'ils se marient.
Deux filles naissent de leur liaison : Françoise de Bonne (1604-vers 1647) qui épousera en 1623 Charles Ier de Blanchefort de Créquy, veuf de sa demi-sœur Madeleine de Bonne,  et Catherine de Bonne (1606-1621) qui épousera en 1619 son neveu, François de Bonne de Créqui. Le duc de Lesdiguières les légitimera, respectivement en 1610 et 1615 et les dotera largement.
En 1608, lorsque meurt Claudine de Béranger, Marie quitte le domicile conjugal et va s'installer dans un hôtel particulier proche de la résidence grenobloise que Lesdiguières s'est récemment fait construire. Tandis qu'il fait construire sa splendide villégiature de Vizille, elle réside aussi au château-fort de Sassenage.
En 1614 a lieu l'assassinat aussi mystérieux qu'opportun de son époux légitime : elle l'aurait fait assassiner par le colonel Jean-Jacques Allard, un piémontais en relation avec le couple. La justice ne tarde d'ailleurs pas à arrêter le colonel Allard, que, selon Tallemant des Réaux, François de Bonne de Lesdiguières fait immédiatement libérer. D'autres sources présentent François de Bonne comme l'instigateur, qui aurait ensuite fait éliminer l'homme de main, ou affirment que le colonel Allard, agent du duc de Savoie, aurait agit de son propre chef pour gagner les bonnes grâces de l'influente Marie.

### Mariage avec le duc de Lesdiguières
Fiancés, selon un chroniqueur de l'époque, par l'évêque de Grenoble à Saint-Vincent-de-Mercuze en 1615, ils sont mariés le 16 juillet 1617 par l'archevêque d'Embrun Guillaume IX d'Hugues, à la cathédrale d'Embrun. La noce a lieu au château du Touvet, chez le baron de Marcieu. François de Bonne de Lesdiguières aurait fait cette réflexion au Marquis de Villeroy sur son mariage « Mon ami, vous, vous êtes marié à dix-huit ans et moi à soixante-quatorze, n'en parlons plus, il faut une fois en sa vie faire une folie ».
Agent plus ou moins conscient du parti catholique, Marie va prendre un grand ascendant sur son époux. Elle est à l'origine de sa conversion au catholicisme : le 24 juillet 1622 il abjure solennellement le protestantisme en la collégiale Saint-André de Grenoble, ce qui lui permet d'accéder au titre prestigieux de connétable de France, qu'il sera d'ailleurs le dernier à porter, l'office de connétable étant supprimé le 13 mars 1627, peu après sa mort.
Après la mort du duc de Lesdiguières, Marie est emprisonnée par son gendre, le maréchal de Crequy, nouveau lieutenant-général, sous prétexte de lèse-majesté et d'intelligence avec le Duc de Savoie, au Fort Barraux, où elle restera trois ans, avant que Louis XIII et Richelieu, finalement alertés par le Parlement de Grenoble, ne la fassent libérer.
Elle meurt le 22 février 1657 et est inhumée dans le couvent des Clarisses mais les sœurs vénèrent toujours le chef de Jeanne dans leur couvent du Clos Saint-Nizier à Voreppe,.

## Tableaux
Un portrait de Marie Vignon installé à côté de celui de Lesdiguières sont exposés au-dessus de la grande cheminée de la salle Lesdiguières au musée de la Révolution française.

## Citations
Dans Les Aventures du baron de Fæneste (IV, 20), Agrippa d'Aubigné la fait figurer dans le Triomphe de la Gueuserie :
«C’estoient les mesmes honteuses contenances qu’avoit la Connestable le jour de ses nopces : car, quelque fardée qu’elle soit, tousjours paroissent en son visage les rides de sa première condition.» (édition Prosper Mérimée, p. 335).